# カロートペンダント
カロートペンダントとは、故人やペットの遺骨（遺灰）の一部を細かく砕いたもの、遺髪などをペンダントに収納して身に付けられるようにしたもの。「カロート」は商標である為に同種のものが「アッシュペンダント」「メモリアルペンダント」、「納骨ペンダント」などの名称で呼ばれている。また英語では「Keepsake Pendant」「ashpendant」などと呼ばれる。家族を亡くした悲しみを和らげる手元供養品の一つ。

## 概要
カロート（「かろうど」とも・「からひつ：唐櫃」を語源とする）とは、墓石の下の地下部分に設ける骨壷を収納するスペース（納骨棺）のことであり、同じく遺骨を納めるということからこの名で呼ばれる。これを身につけ、あるいは傍に置き、故人を悼んだり、離別の哀しみを癒すことに用いる。
1999年に松村正子が、「遺骨ペンダント」を「カロートペンダント」とネーミングして、アメリカから輸入して販売を開始した。
葬儀の様式では遺体や遺骨を墓に収める様式のほか、故人の体の一部（遺髪など）を取りおく手元供養があるが、このカロートペンダントはその代表的な様式といえよう。このペンダントはカプセル状となっており、その内部の空洞に遺灰や小さな遺骨片か、その一部を乳鉢で砕いて粉末状としたものを納め、ねじ込み式の蓋を閉めるか、接着剤やはんだ付けで封をする。
素材としては貴金属のほか、貴金属フレームを持つガラス容器、あるいは水晶などや陶器・竹（漆ぬり）など様々である。金属製のものは機密性も高く、ネジ構造も精密なため遺骨を納めるのには適した素材とのことで、現在は多くの種類が増えている。
また粘土状の素材に遺灰を混ぜ込んで焼き固めて作るアクセサリーや、米国では遺体の一部から炭素を取り出してダイヤモンド化する遺灰ダイヤモンドというサービスも見られる。

## 歴史
故人を偲んで喪中に身につけるモーニングジュエリーが起源とされる。髪の毛を羽状に並べたものや、髪の毛を編みこんだデザインのものが初期のデザインとしてはあったようだが、時代を経て、技術が向上したことにより、現在ではペンダントの内部に遺灰や遺骨を納めることができ、外側からは内部が見えないようなものが流通している。

### 日本では
日本では2004年9月11日のフジテレビ系列テレビドラマ『プレミアムステージ』内で911テロを扱った際に、テロで家族を失った遺族が身に付けているという描写があったことなどから国内でも注目され始め、2006年現在では幾つかの葬儀会社が同サービスに対応する動きを見せている。
なお日本では遺骨の破壊は死体損壊に相当するものの、法務省は手元供養や散骨などの新しい種類の葬儀様式に対して、非公式ながら「節度をもって行われる限りは」とした上で黙認する姿勢を見せており、故人を悼む風習の範疇として認められるのかもしれない。
なお人間ではなくペットやコンパニオンアニマルの場合、その遺骸は法的には廃棄物であるが、生活を共にした動物をそれなりの方法で弔いたいと考える人も少なからずおり、こちらはペット供養を扱う業者が商業的サービスの一環でカロートペンダントの提案を行っている様子も見られる。